# Centrum Przewodnictwa Tatrzańskiego
Centrum Przewodnictwa Tatrzańskiego (CPT) – stowarzyszenie powstałe w marcu 1990 roku jako Centrum Przewodnictwa Tatrzańskiego PTTK-TPN. W 1999 r. zostało przekształcone w samodzielne  Centrum Przewodnictwa Tatrzańskiego z siedzibą w Zakopanem. Jego zadaniem jest reprezentowanie przewodnictwa tatrzańskiego na zewnątrz i koordynacja wszystkich spraw z nim związanych.
Powstanie CPT było poprzedzone kilkoma próbami powołania nadrzędnej organizacji, skupiającej środowisko przewodników tatrzańskich. W 1969 roku powołana została Komisja Koordynacyjna Przewodników Tatrzańskich. Funkcję prezesa pełnił Witold Henryk Paryski. Komisja została jednak rozwiązana. Kolejna próba została podjęta w 1981 roku. Utworzono Radę Przewodnictwa Tatrzańskiego, która działała do 1990 roku. Pierwszym przewodniczącym był Tadeusz Aleksander Pawłowski.
Władzami Centrum jest Rada, w której skład wchodzi 11 delegatów poszczególnych kół przewodnickich. Spośród członków Rady wyłaniany jest Zarząd. Pierwszym prezesem 20 października 1990 r. został Jan Krupski. Obecnie (2014 r.) funkcję tę piastuje Krzysztof Kulesza, wiceprezesem jest Maciej Bielawski. Przewodniczącym komisji rewizyjnej jest Janusz Konieczniak.

## Organizacje zrzeszone w CPT
- Oddział Akademicki PTTK w Krakowie w którego strukturze jest Akademickie Koło Przewodników Tatrzańskich im. Zofii i Witolda H. Paryskich w Krakowie[4]
- Klub Przewodników Tatrzańskich PTTK-TPN w Zakopanem
- Oddział Górnośląski PTTK w Katowicach w którego strukturze jest Koło Przewodników Tatrzańskich im. Janusza Chmielowskiego w Katowicach[4]
- Oddział Krakowski PTTK w którego strukturze jest Koło Przewodników Tatrzańskich im. Macieja Sieczki w Krakowie[4]
- Oddział PTTK w Gliwicach w którego strukturze jest Koło Przewodników Tatrzańskich im. Tadeusza Szczerby w Gliwicach[4]
- Oddział Tatrzański PTTK w Zakopanem w którego strukturze jest Koło Przewodników Tatrzańskich PTTK im. Klimka Bachledy w Zakopanem[4]
- Stowarzyszenie Przewodników Tatrzańskich im. Klemensa Bachledy w Zakopanem[5]